# Mahneschan (Verwaltungsbezirk)
Mahneschan (persisch شهرستان ماه نشان) ist ein Schahrestan in der Provinz Zandschan im Iran. Er enthält die Stadt Mahneschan, welche die Hauptstadt des Verwaltungsbezirks ist. 

## Demografie
Bei der Volkszählung 2016 betrug die Einwohnerzahl des Schahrestan 39.425. Die Alphabetisierung lag bei 74 Prozent der Bevölkerung. Knapp 26 Prozent der Bevölkerung lebten in urbanen Regionen.
| Zensusjahr | Einwohnerzahl |
| ---------- | ------------- |
| 2011       | 40.312        |
| 2016       | 39.425        |